# Orgyia dimidiata
Orgyia dimidiata är en fjärilsart som beskrevs av Walker 1862. Orgyia dimidiata ingår i släktet fjädertofsspinnare, och familjen tofsspinnare. Inga underarter finns listade i Catalogue of Life.